# Lo straniero di silenzio
Lo straniero di silenzio è un film del 1968, diretto da Luigi Vanzi e Vincenzo Cerami.

## Trama
Lo Straniero, pistolero e avventuriero solitario, dopo che è rimasto appiedato nel Klondike, viene pagato 20000 $ da un giovane giapponese, ferito a morte da una banda di banditi, per consegnare in Giappone un importante rotolo di pergamena ad uno Shōgun. 
Ma anche altri due malvagi signorotti sono interessati alla pergamena. 
Uno di questi è pure aiutato da un perfido americano senza scrupoli che gli fornisce armi pesanti (come mitragliatrici), ma lo straniero si metterà d'accordo coi due clan, senza mai rivelare le sue vere intenzioni, li farà scontrare per poi eliminarne i rimanenti e finalmente adempiere alla sua missione.